# Serge Saunière
Pour les articles homonymes, voir Saunière.
Serge Saunière est un peintre, dessinateur et graveur français né le 28 avril 1947 à La Grand-Combe,. Il est principalement connu pour ses œuvres acryliques et encres, en noir et blanc. De sensibilité proche de l'esthétique et de la pensée orientale (Chine-Japon) son œuvre d'expression contemporaine est un travail d'abstraction.

## Biographie
Il étudie aux Beaux-Arts de Paris de 1972 à 1979, puis à l'université des arts de Tokyo de  1980 à 1985 grâce à une bourse d'études du ministère des Affaires étrangères puis de la Fondation du Japon. Aux Beaux-Arts, il étudie auprès des professeurs Marcel Gili, Georges Dayez et Jean-Marie Granier ; à Tokyo, il étudie la peinture traditionnelle japonaise et la fabrication de ses supports sous la direction du professeur Ikuo Hirayama notamment.
De 1986 à 1988, il est pensionnaire de la Maison franco-japonaise de Tokyo. De 1999 à 2012, il enseigne à l'École nationale supérieure d'architecture de Versailles (cours de « créativité »).
Il vit et travaille à Pontault-Combault, en Île-de-France.

## Publications

### Œuvres originales
- L'Amour désaimé (Poème de Daniel Leuwers, éd. L'Abécédaire, 1999)
- Les Mots dans les pierres (poème d'Yves Bergeret, format triptyque, éd. Passage d'Encre, 1999)
- Hommage à André Frénaud (poème d'Yves Bergeret, lithographie, éd. Pousse Caillou)
- Venelles éternelles (Recueil de poèmes de Jean-François Patricola, éd. Raphaël de Surtis, 1998)

### Illustrations d'ouvrages de poésie
- Lire écrire (texte de Charles Juliet, éd. Voix d'encre, 2013)[2]
- Offrandes de la mémoire (texte de Franck Castagné, éd. Voix d'encre, 2010)
- Abécédaire d'une carpe (poèmes d'Alain Blanc, éd. Voix d'encre, 2010)[2]
- Écrire et peindre au dessus de la nuit des mots (collectif, éd. Voix d'encre, 2010)[2]
- Diptyque avec une ombre (poème de Jacques Ancet, éd. Arfuyen, couverture, 2005)[2]
- De la montagne et des premiers jours (poèmes d'Alain Blanc, éd. Voix d'encre, 2003)[2]
- Onze Vues des Pyrénées suivi de Poétique de la montagne (texte de Kenneth White, éd. Voix d'encre, 2002)[2]
- Chine Arabie (BPI, catalogue, gravure, Centre national d'art et de culture Georges-Pompidou, 1996)[2]
- Poésie 96 (« L'Horizon », revue, éd. La Maison de la Poésie, 1996)[7]
- Martinique (recueil de poésie d'Yves Bergeret, éd. de L'Estocade, 1995)[7]

### Albums de lithographies

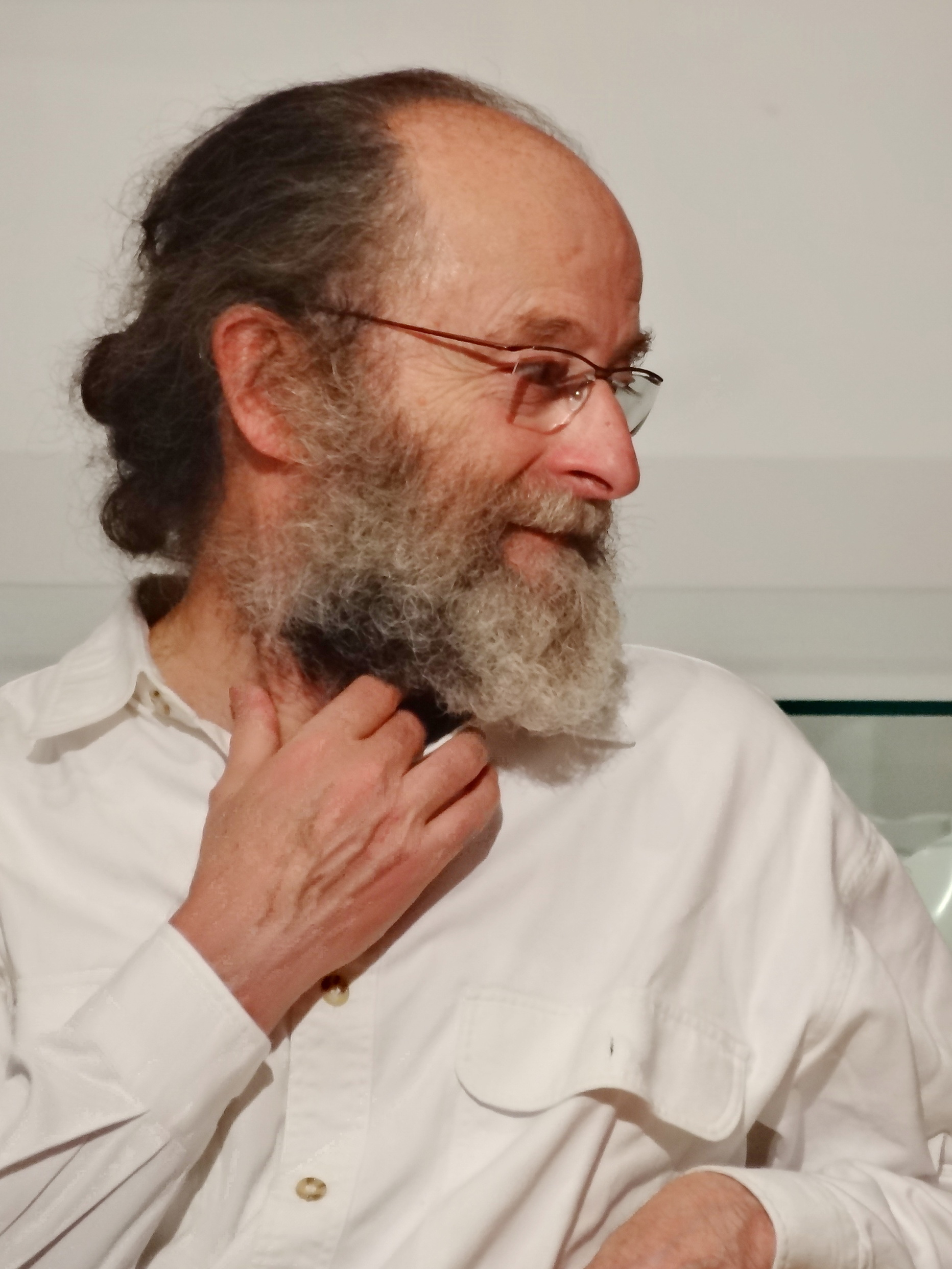
Serge Saunière en septembre 2013 à la médiathèque de Meudon-la-Forêt.

- Thirteen Ways of Looking at a Blackbird de Wallace Stevens (poésie, publié en 1923, album de treize lithographies, 1977, atelier Pousse Caillou, lithographe Luc Valdelièvre)[7]
- Onze Vues des Pyrénées de Kenneth White (poésie, publié en 2017, éd. Voix d'Encre, album de onze lithographies, 1993, atelier Pousse Caillou, lithographe Luc Valdelièvre)[7]

### Portfolio
- D’une rive l’autre, En compagnie de Ryokan (collection « Essuyer les yeux », éd. Voix d'encre, 2007, encres)[7]

## Collections
Ses œuvres sont présentes dans la Bibliothèque nationale de France (Paris) et dans les bibliothèques municipales de Pau, Castres ou encore Limoges.